# Dom Casmurro (roman)
Dom Casmurro este un roman scris de Machado de Assis și publicat în anul 1899, fiind considerat al treilea roman al „trilogiei realiste” a lui Machado de Assis, alături de Memoriile postume ale lui Bras Cuba și Quincas Borba.
De-a lungul anilor, Dom Casmurro, cu temele sale precum gelozia, ambiguitatea lui Capitu, portretul moral al acelei epoci și caracterul naratorului, a avut parte de numeroase studii, adaptări în diferite medii artistice și numeroase interpretări, de la cele psihologice și psihanalitice în critica literară a anilor 1930 și 1940, trecând prin feminismul din anii 1970, până la cele sociologice în anii 1980. Considerată un precursor al modernismului și al ideilor scrise mai târziu de Sigmund Freud, cartea i-a influențat pe scriitorii John Barth, Graciliano Ramos și Dalton Trevisan și este considerată de unii autori ca fiind capodopera lui Machado. Tradus în mai multe limbi, acest roman rămâne una dintre cărțile cele mai cunoscute ale lui Machado și este considerat una dintre cele mai importante opere ale întregii literaturi braziliene.

## Rezumat
Romanul începe cu sfârșitul, personajul principal, Bento de Alburqueque Santiago, um om în vârstă de 54 de ani, povestind cititorului modul în care a primit porecla de Don Casmurro. Termenul fusese inventat de un tânăr poet, care a încercat să-i citească pe tren o parte din versurile sale. Bento a ațipit însă în timp ce tânărul recita, dobândind astfel porecla de Dom Casmurro (domnul încăpățânat). Vecinii săi, nedumeriți de atitudinea lui retrasă și închisă, precum și prietenii apropiați, au popularizat porecla. Naratorul începe în acest moment un proiect personal de a-și povesti propria viață, proiect pe care îl definește ca: „a lega cele două capete ale vieții”.
Cititorul este introdus în copilaria micuțului Bento, pe vremea când trăia împreună cu familia sa într-o casă mare de pe strada Matacavalos din Rio de Janeiro. Primul eveniment semnificativ narat este, de asemenea, și prima lui preocupare. Bento tocmai ce ascultase o conversație între José Dias și Dona Glória: ea intenționa să-l trimită la seminar pentru a împlini o promisiune făcută chiar înainte de nașterea sa. Dona Glória, care pierduse un fiu, a promis că, dacă al doilea copil se naște bărbat, ea îl va face preot. În timpul conversației dintre Dona Glória și servitorul fidel, aceasta descoperă legătura strânsă de prietenie dintre fiul ei și fiica lui Padua, Capitolina, alintată de toți Capitu.
Bento este furios pe José Dias, cel care l-a denunțat mamei, și expune toată situația lui Capitu. Fata ascultă vorbele lui cu atenție și începe să elaboreze o plan pentr a-l scăpa de seminar , dar toate planurile sale eșuează. Băiatul se duce la seminar, dar înainte de a pleca, sigilează cu un sărut promisiunea că va căsători cu Capitu. La seminar, Bento îl cunoaște pe Ezequiel de Souza Escobar, care devine cel mai bun prieten al său. Într-o vizită la familia sa, Bento îl ia pe Escobar și așa Capitu ajunge să îl cunoască. În timp ce Bento studiază pentru a deveni preot, Capitu dezvoltă relații strânse cu Dona Glória, care începe să vadă cu ochi buni relația dintre fiul său și vecina Capitu. Dona Glória nu știe însă, cu toate acestea, cum să rezolve problema fără a-și încălca promisiunea și se gândește să se consulte cu papa. Escobar este cel care găsește soluția: mama, în disperare, promisese lui Dumnezeu un preot, dar acel preot nu trebuia să fie neapărat neapărat Bento. Prin urmare, în locul lui, un sclav este trimis la atelier și este ordonat preot.
Bento este trimis să studieze dreptul la Largo de São Francisco, în São Paulo. Când își termină studiile, devine Doctor în drept și se căsătorește cu Capitu, nuntă mult așteptată de toată lumea. Escobar, între timp, se căsătorise cu Sancha, veche prietenă a lui Capitu din timpul colegiului. Capitu și Bento sunt văzuți de toți ca un cuplu perfect, dar această fericire începe să fie amenințată de întârzierea cuplului a avea un copil. Escobar și Sancha nu găsesc aceeași dificultate: ei au o fată frumoasă, căreia i-au dat numele de Capitolina, ca semn al marii prietenii și respect ce exista între cele două familii. După câțiva ani, Capitu și Bento au parte de un copil care este botezat cu numele de Ezechiel.
Cu timpul, Dom Casmurro începe să vadă o asemănare teribilă între micuțul Ezechiel și prietenul lui Escobar, care într-una dintre aventurile sale pe plajă moare înecat. Benedict continuă să vadă în fiul său figura prietenului decedat și se convinge că a fost trădat de către soție. Decide să se sinucidă și cumpără otravă pe care o toarnă în ceașca de cafea. În același moment Ezechiel intră în biroul lui și Bento își schimbă decizia vrând să-l omoare pe copil, dar renunță la această idee în ultimul moment. Singurul lucru pe care reușește să îl facă în acel moment este să-i confeseze lui Ezechiel că nu este fiul său. Capitu aude discuția dintre cei doi și se plânge de gelozia lui Bento, gelozie care, potrivit ei, fusese trezită de o simplă coincidență: a asemănării dintre Ezechiel și Escobar.
După numeroase discuții, cuplul decide să se separe. Prepară o excursie în Europa, cu scopul de a acoperi noua situație, ceea ce ar ridica o mulțime de controverse. Soția rămâne în Suedia, iar protagonistul se întoarce singur în Brazilia și devine puțin câte puțin, amarul Dom Casmurro. Capitu moare în străinătate și Ezechiel încearcă să restabilească relațiile cu tatăl, dar asemănarea extremă cu Escobar îl face pe Bento Santiago să îl respingă din nou. Destinul lui Ezechiel este unul nefericit: el moare de febră tifoidă în timpul unei cercetări arheologice la Ierusalim. 
Trist și nostalgic, naratorul construiește o casă care imita casa lui din copilărie, cea de pe strada Matacavalos. Cartea în sine este, de asemenea, o încercare de a recupera sensul vieții, creație căreia naratorul, în cele din urmă, pare să îi minimalizeze importanța. Se convinge că cel mai bun lucru de făcut acum este să scrie o altă carte despre „Istoria suburbiilor”.

## Personaje
- Bento (Bento de Alburqueque Santiago) - naratorul-personaj care își povestește amintirile sale, membru al elitei secolului al XlX-lea din Rio de Janeiro. În vârstă de 54 de ani, doctor în drept, locuiește singur într-o casă mare, construită ca o copie a casei din copilărie.
- Capitu (Capitolina) - marea iubire a lui Bento încă din copilărie, fiind un personaj cu origine socială modestă, dar independent și cu o gândire înaintată.
- Escobar – cel mai bun prieten al Bento, pe care l-a întâlnit la seminar. Se căsătorește cu dona Sancha și împreună au o fetiță pe care o numesc Capitolina, ca semn al marii prietenii și respect ce exista între ei și familia lui Bento. Moare înecat în timp ce înota pe plaja din Rio.
- Dona Sancha - soția lui Escobar, fostă colegă de școală a lui Capitu.
- Dona Glória - mama lui Bento, femeie văduvă, foarte religioasă și care își iubește nespus fiul. Pentru că făcuse o promisiune lui Dumnezeu, îl trimite pe Bento să facă seminarul.
- José Dias - agregat în casa doamnei Glória, locuind acolo din bunăvoința femeii. Medic închipuit, are obiceiul de a mulțumi proprietarii casei prin folosirea superlativelor.
- Unchiul Cosme - fratele Glóriei, un avocat văduv ce locuiește în aceeași casă cu Dona Glória.
- Justina – verișoara doamnei Glória, care, potrivit naratorului, nu își măsoară cuvintele.
- Pedro de Albuquerque Santiago – tatăl micuțului Bento, care a murit pe când el era foarte mic.
- Padua și doamna Fortunata - părinții lui Capitu, care au văzut în căsătoria fiicei lor cu Bento o șansă pentru modificarea statutului social.
- Ezechiel - fiul lui Capitu, față de care naratorul are îndoieli puternice cu privire la paternitate, deoarece băiatul avea o mare asemănare fizică cu cel mai bun prieten al lui Bento, Escobar.

## Adaptări

### Cinema
Cele două adaptări cinematografice ale romanului diferă. Prima, Capitu (1968), în regia lui Paulo Cesar Saraceni, scenariu de Paulo Emilio Sales Gomes și Lygia Fagundes Telles, având ca actori pe Isabella, Othon Bastos și Raul Cortez, este o ecranizare fidelă a cărții, în timp ce adaptarea mai recentă, Dom (2003), în regia lui Moacyr Goes, cu Marcos Palmeira și Maria Fernanda Cândido, prezintă o abordare contemporană a geloziei în cadrul relațiilor.

### Teatru
Romanul a avut parte, de asemenea, de adaptări importante pentru teatru, cum ar fi piesa Capitu (1999), având ca director pe Marcus Vinicius Faustini, premiată și elogiată de  Academia braziliană de Litere, și Criador e Criatura: întâlnirea dintre Machado și Capitu (2002), adaptare liberă de Flávio Aguiar și Ariclê Perez, în regia lui Bibi Ferreira. Înainte de aceste două piese, a existat o adaptare pentru operă, intitulată Dom Casmurro, libret de Orlando Codá și muzică de Ronaldo Miranda, care a fost jucată cu mare succes pe scena Teatrului Municipal din São Paulo în 1992.

### Literatură
În 1998 Fernando Sabino a publicat prin intermediul Editurii Attica Amor de Capitu (Dragostea lui Capitu). În ea, povestea originală a fost rescrisă ca o narațiune la persoana a treia.

### Televiziune
Cu ocazia sărbătoririi centenarului morții lui Machado de Assis, Globo a realizat în 2008 o miniserie numită Capitu, în regia lui Luiz Fernando Carvalho, scrisă de Euclydes Marinho, împletind elemente de epocă cu elemente moderne.

### Benzi desenate
Dom Casmurro a fost adaptat pentru benzi desenate de către Felipe Greco și Mario Cau. Cartea, publicată de Editura Devir, a obținut Premiul Jabuti în 2013 (în categoriile „carte didactică și para-didactică” și „ilustrație”) și Trofeul HQ Mix în 2014 (la categoria  „adaptare pentru benzi desenate”).
Alte adaptări ale lui Dom Casmurro pentru benzi desenate au fost lansate de către editurile Attica (autori: Ivan JAF și Rodrigo Rosa) și Nemo (autori: Wellington Srbek și José Aguiar).

## Traduceri
Romanul a fost tradus în multe alte limbi de la prima publicare:
| An             | Limba        | Titlu                                           | Traducător                                                                  | Editura |
| -------------- | ------------ | ----------------------------------------------- | --------------------------------------------------------------------------- | --- |
| 1930 1954 1958 | Italiană     | Dom Casmurro                                    | Giuseppe Alpi Liliana Borla Laura Marchiori                                 | Roma: Instituto Cristoforo Colonbo Milano: Fratelli Bocca Milano: Rizzoli                                      |
| 1936 1956 2002 | Franceză     | Dom Casmurro Dom Casmurro et les Yeux de Ressac | Francis de Miomandre Anne Marie Quint                                       | Paris: Institut International de Cooperation Intelectuelle Paris: Métailié Paris: Albin Michel                 |
| 1943 1954 1995 | Spaniolă     | Don Casmurro                                    | Luís M. Baudizzone e Newton Freitas J.Natalicio Gonzalez Ramón de Garciasol | Buenos Aires: Editorial Nova Buenos Aires: W.M.Jackson Buenos Aires: Espasa-Calpe                              |
| 1951 1980 2005 | Germană      | Dom Casmurro                                    | E. G. Meyenburg Harry Kaufmann                                              | Zürich: Manesse Verlag Berlin: Rütten & Loening Augsburg: Weltbild                                             |
| 1953 1992 1997 | Engleză      | Dom Casmurro                                    | Helen Caldwell Scott Buccleuch John Gledson                                 | Londra: W.H.Allen New York: The Nooday Press Anglia: Penguin Classics New York/Oxford: Oxford University Press |
| 1954           | Suedeză      | Dom Casmurro                                    | Göran Heden                                                                 | Stockholm: Sven-Erik berghs Bokförlag                                                                          |
| 1959           | Poloneză     | Dom Casmurro                                    | Janina Wrzoskowa                                                            | Varșovia: Panstwowy Wydawnicz                                                                                  |
| 1960           | Cehă         | Don Morous                                      | Eugen Spálený                                                               | Praga: SNKLHU                                                                                                  |
| 1961           | Rusă         | Дон Касмурро                                    | Т. Ивановой                                                                 | Moscova: Рыбинский Дом печати (reedição 2015)                                                                  |
| 1965           | Română       | Dom Casmurro                                    | Paul Teodorescu                                                             | București: Univers                                                                                             |
| 1965           | Sârbo-croată | Dom Casmurro                                    | Ante Gettineo                                                               | Zagreb: Zora                                                                                                   |
| 1973           | Estonă       | Dom Casmurro                                    | Aita Kurfeldt                                                               | Tallin: Eesti Raamat                                                                                           |
| 1985 1984      | Portugheză   | Dom Casmurro                                    | s/t                                                                         | Lisabona: Inquérito Porto: Lello & Irmão                                                                       |
| 1998           | Catalană     | El Senyor Casmurro                              | Xavier Pàmies                                                               | Barcelona: Quaderns Crema                                                                                      |